# Paralysella
Paralysella es un género de foraminífero bentónico de la subfamilia Dainellinae, de la familia Loeblichiidae, de la superfamilia Loeblichioidea, del suborden Fusulinina y del orden Fusulinida. Su especie tipo es Lysella crassisepta. Su rango cronoestratigráfico abarca desde el Tournasiense hasta el Viseense (Carbonífero inferior).

## Discusión
Clasificaciones previas hubiesen incluido Paralysella en la subfamilia Endostaffellinae, de la familia Endothyridae de la superfamilia Endothyroidea. Clasificaciones recientes hubiesen incluido Paralysella en el orden Endothyrida, de la subclase Fusulinana, de la clase Fusulinata.

## Clasificación
Paralysella incluye a las siguientes especies:
- Paralysella abscondida †
- Paralysella compacta †
- Paralysella crassisepta †
- Paralysella fabagina †
- Paralysella multicamerata †
- Paralysella mutabiliformis †
- Paralysella orbiculata †
  - Paralysella orbiculata carbonica †
- Paralysella parascitula †
- Paralysella procerula †
- Paralysella schubertelloides †
- Paralysella scitula †
- Paralysella singularia †
- Paralysella sparsa †
  - Paralysella sparsa minima †
- Paralysella speciosa †
- Paralysella versabilis †